# レッドチーム
レッドチーム（英語: red team）とは、ある組織のセキュリティの脆弱性を検証するためなどの目的で設置された、その組織とは独立したチームのことで、対象組織に敵対したり、攻撃したりといった役割を担う。主に、サイバーセキュリティ、空港セキュリティ、軍隊、または諜報機関などにおいて使用される。レッドチームは、常に固定された方法で問題解決を図るような保守的な構造の組織に対して、特に有効である。
クラウドセキュリティ大手の日本マイクロソフト社では、自社のレッドチームのことを「精鋭ハッカー部隊」として紹介している。
「敵対組織」という設定で組織に攻撃する役目を担う部隊である「レッドチーム」とは反対に、これを迎え撃つ役目を担う部隊のことは「ブルーチーム」という。

## 概要
サイバーセキュリティにおける侵入テスト（ペネトレーションテスト）は、「ホワイトハッカー」と呼ばれる倫理的なハッカーによって行われる。一般的な「侵入テスト」では、対象組織に対して侵入テストが行われることをあらかじめ知らせておくため、組織のセキュリティ担当者は万全の状態で対応することができる。これに対し、レッドチームを使用した侵入テスト（レッドチーム演習）は、担当者に事前に知らされることなく突然開始され、ネットワーク上からシステムを攻撃するだけでなく企業の内部に人が物理的に侵入したり、ソーシャルエンジニアリングなども駆使しながら、あらゆる方法で機密情報にアクセスしようと試み、あたかも実際の敵の攻撃であるかのようにふるまう。そのため、セキュリティ上の脅威に対してより現実的なテストとなる。Microsoft社をはじめとするIT企業は、レッドチームとブルーチームの両方を使用したテストを定期的に行っている。
軍事シミュレーション（兵棋演習）においては、模擬軍事紛争の仮想敵部隊として米国の戦術及びセキュリティの脆弱性を検証する特殊部隊「レッドセル」（Red Cell）が存在し、これが「レッドチーム」とほぼ同じ意味で使われている。この場合、仮想敵部隊の構成員・装備・戦術が、防御側とって少なくとも一部は未知の状態である、ということが重要となる。 レッドチームが仮想敵部隊としてふるまうことによって、米国のセキュリティの運用計画を検証することができる。米国の軍事シミュレーションにおいては、米軍は常にブルーチームであり、仮想敵部隊は常にレッドチームである。もともとは冷戦時代の西側諸国におけるウォーゲームに由来する用語だが、冷戦終了後も引き継がれている。
「サイバーレッドチーム」を使用した場合、「情報セキュリティプログラム全体の有効性を評価し、大幅に改善するためのリアルな攻撃シミュレーション」が行えると考えられている。米国国防総省は、自身のネットワークに対してサイバーレッドチームを使用した敵対的評価を実施している。この場合のレッドチームは、国家安全保障局（NSA）の「認証(certification)」と、米国戦略軍の「認定(accreditation)」を受けている。 この認証と認定に基づき、レッドチームは国防総省の運用ネットワークの敵対的な評価、実装されたセキュリティ管理のテスト、情報システムの脆弱性の特定を行うことができる。 このようなサイバーレッドチームは「サイバー仮想敵部隊の中核」とみなされている。
諜報活動において適用されるときは、レッドチームは「代替案分析」（alternative analysis）と呼ばれることもある。
レッドチームを使うメリットとしては、リアルなサイバー攻撃を経験することで、先入観にとらわれた組織を改善したり、組織が抱える問題の状況を明確化したりできることなどが挙げられる。また、機密情報がどのような形で外部に漏洩する可能性があるか、悪用可能なパターンやバイアスの事例をより正確に理解することができる。

## 米国の事例
米国では、軍と民間の諜報機関（インテリジェンス・コミュニティ）の双方において、敵国の立場に身を置いてシナリオを実行したり、あるいは敵国の指導者という設定でレポートを作成したりする、レッドチームが存在する。ただし、米軍にはレッドチームに関する公式の基本方針（ドクトリン）や文書はほとんど存在しない。
民間企業、特にIBMやSAICなどの政府系コントラクター（防衛請負業者）や、CIAなどの米国の政府機関は、長い間レッドチームを使用してきた。 米軍のレッドチームは、2001年9月11日に起きたアメリカ同時多発テロ事件のような攻撃を防ぐために、2003年にアメリカ国防総省の国防科学委員会によって勧告された後、より頻繁に使用されるようになった。その後、アメリカ陸軍は陸軍監督研究室（Army Directed Studies Office）を2004年に発足させた。これは初めてのサービスレベルのレッドチームであり、2011年までアメリカ国防総省で最大の組織であった。

## 歴史
ビリー-ジェネラーミッチェルフィールド（空軍の情熱的な提唱者）は、捕獲された第一次世界大戦のドイツ戦艦オスフリースラントと米国の前弩級戦艦アラバマに対する爆撃で、戦艦の陳腐化を実証した。
ハリー・ヤンネル司令官は、1932年にパールハーバーへの攻撃の有効性を実証し、日本人の戦術が9年後に艦隊を破壊する方法をほぼ正確に示した。 審判はこの活動を完全な成功と判断したが、活動全体に対する審判の報告書は、模擬攻撃の衝撃的な効果について言及しなかった。 艦隊問題XIIIとして知られるようになった彼らの結論は、意外にもかなり逆であった:
攻撃側の航空機に重大な被害を及ぼさずに攻撃空軍に大きな損失を与えることなく、強力な防衛航空に直面してオアフに対して航空攻撃を開始できるかどうかは疑わしい。